# Antonio Barberio
Antonio Barberio (Pola, 2 luglio 1934) è un politico italiano.

## Biografia
Nacque nel 1934 da genitori crotonesi a Pola, nell'Istria, dove il padre aveva preso servizio nella Regia Marina in qualità di comandante della polveriera cittadina. Iniziati gli studi classici a Crotone, si trasferì poi a Taranto, dove ottenne il diploma, e infine si iscrisse all'Università di Bari, laureandosi in giurisprudenza. Nel 1960 si trasferì stabilmente a Oristano, dove lavororò quale funzionario e dirigente del Ministero della giustizia.
Alle elezioni comunali del 2002 fu candidato a sindaco di Oristano alla guida di una coalizione di centro-destra, risultando eletto al secondo turno con il 52,7% dei voti contro la candidata Pasqualina Ibba della coalizione di centro-sinistra.
Appassionato di sport e tifoso del Crotone, ricoprì anche l'incarico di vice-presidente del CONI di Oristano. Fu presidente per due mandati del Rotary Club oristanese e accademico della Cucina Italiana.